# Лазурит
Лазуритът е популярен скъпоценен камък. Като лапис лазули се обозначава или в миналото лазурит, или лазурит-съдържащ агрегат. Цветът му е тъмносин и се среща в различни нюанси. Името му произлиза от персийски lazhward, което означава син. Рядко образува кристали и се среща главно като масивен криптокристален (тоест с кристали, които могат да се наблюдават добре само под микроскоп) вид. Известен с наситения си цвят, камъкът е ценѐн още в древния свят. В древните Вавилон и Египет са го приемали за божествен атрибут. Този камък може лесно да се надраска.

## Свойства
Камъкът, известен като лапис лазули, всъщност е скала, състояща се от няколко различни минерала в допълнение към основния образуващ минерал лазурит (25-40%), а именно (но не задължително всичките) калцит, пирит, содалит, слюда, и кварц. Допълнителни аниони групи в него съдържат (Na,Ca)4(SO4, S3, S2) и ситуацията напомня тази при хакманита, който е содалит, богат на сулфиди. Лазуритът е сходен на богат на сяра хаюин и двата минерала са близки по химичен състав.
- Химичен състав: Na6 Ca2 (Al6 Si6 O24) (SO4, S3, S2, Cl, OH)2[4]
- Твърдост: 5 – 5,5[4]
- Цвят: тъмносин и наситеносин[4]

## Вярвания
Древните народи вярвали, че лазуритът притежава мистични сили, носейки спокойствие и увеличавайки умствената дейност. Тъй като някои лазурити имат тъмен цвят, ги наричали „океан“. Когато погледнел такъв лазурит, наблюдателят моментално бивал заливан от спокойствие и поглъщан сякаш от океан. Находища са известни в Афганистан, САЩ и Канада.